# Заречный (Белореченский район)
Заречный — посёлок в Белореченском районе Краснодарского края. Входит в состав Южненского сельского поселения.

## География
Посёлок расположен в 2 километрах от города Белореченск.

## История
Посёлок Заречный Белореченского района зарегистрирован 28 октября 1958 года решением Краснодарского крайисполкома.

## Население
| 2002 | 2010  |
| ---- | ----- |
| 2404 | ↗2663 |

## Объекты археологического наследия
В окрестностях Заречного расположены археологические памятники:
- Курган — в 2 км к востоку-северо-востоку от посёлка.
- Курганная группа (4 насыпи) — в 0,4 км к северу от посёлка.
- Курганная группа (2 насыпи) — в 1,5 км к северо-востоку от посёлка.

## Объекты культурного наследия
На территории посёлка находятся объекты культурного наследия регионального значения:
- Могила неизвестных советских воинов-танкистов, 1943 год.
- Ансамбль: здание спиртозавода Мальянца; дом управляющего.
- Братская могила жертв фашизма, 1942—1943 годы.
- Памятник В. И. Ленину, 1952 год.